# سرو دل خودیو
سرو دل خودیو (به اسپانیایی: Cerro del Judío) یک کوه در مکزیک است که در مکزیکو سیتی واقع شده‌است. سرو دل خودیو ۲٬۷۵۰ متر بالاتر از سطح دریا واقع شده‌است.